# Pflügkuff
Pflügkuff ist ein bewohnter Gemeindeteil von Lobbese, einem Ortsteil der Stadt Treuenbrietzen im Landkreis Potsdam-Mittelmark in Brandenburg. 
Der Ort liegt südwestlich der Kernstadt Treuenbrietzen. Die Landesstraße L 82 verläuft westlich und die B 2 östlich.
Am 1. Januar 1974 wurde Pflügkuff nach Lobbese eingemeindet. Die Eingemeindung von Lobbese nach Treuenbrietzen erfolgte am 31. März 2003. 

## Sehenswürdigkeiten

### Baudenkmale

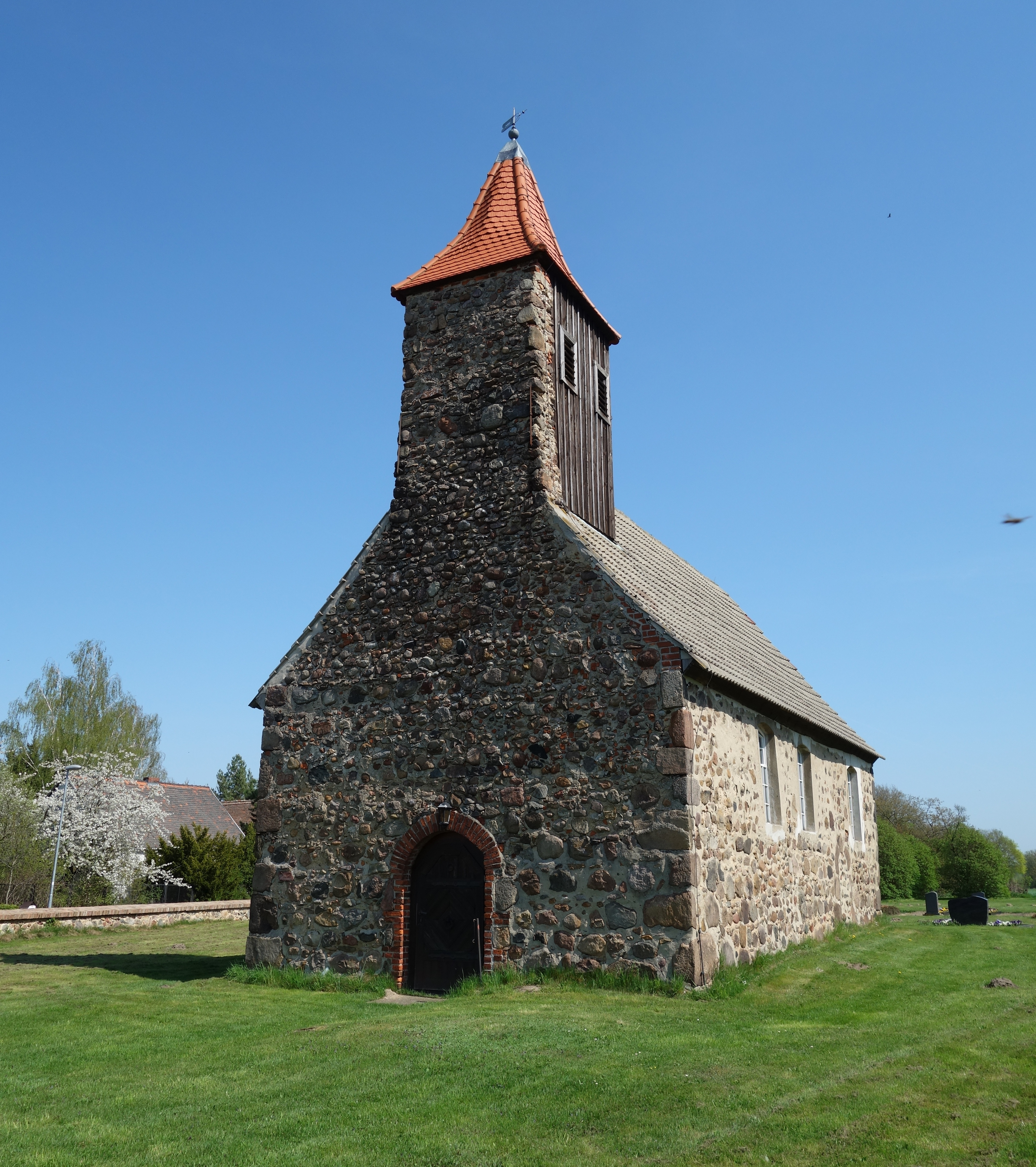
Dorfkirche Pflügkuff

In der Liste der Baudenkmale in Treuenbrietzen ist für Pflügkuff ein Baudenkmal aufgeführt:
- Die evangelische Dorfkirche, erbaut wahrscheinlich im 13. Jahrhundert, ist ein Saalbau aus Feldsteinen mit einem verbretterten Turm. Der Altaraufsatz im Inneren stammt aus dem Jahr 1700.[2]